# Ismagił Sułtanow
Ismagił Chusainowicz Sułtanow (ros. Исмагил Хусаинович Султанов, ur. 1890 we wsi Kutujewo w guberni orenburskiej, zm. 31 maja 1927 w Ufie) – radziecki (baszkirski) polityk.

## Życiorys
Uczył się w medresie "Galija" w Ufie, 1913-1917 pracował jako nauczyciel w szkole wiejskiej, po rewolucji październikowej służył do 1920 w Armii Czerwonej. Został członkiem RKP(b), od 1920 do kwietnia 1925 był przewodniczącym komitetu wykonawczego tamjan-katajewskiej rady kantonowej w Baszkirskiej ASRR, a od kwietnia 1925 do końca życia ludowym komisarzem spraw wewnętrznych Baszkirskiej ASRR.